# Карел Яромир Ербен
Карел Яромир Ербен (чеськ. Karel Jaromír Erben; 7 листопада 1811 — 21 листопада 1870) — чеський письменник та поет епохи романтизму, історик, правник, архівіст, перекладач і збирач чеських народних пісень і казок.

## Життєпис
Народився у місті Мілетін у 1811 році. Син бідного шевця Яна Ербана (так писалося прізвище батька, так був записаний при народженні і сам Карел Яромір). Дитиною був хворобливим. Закінчив початкову школу в Мілетіні. Упродовж 1825—1831 років навчався в гімназії, де зацікавився правознавством. 1831 року вступив до Празького університету на філософський факультет. У 1833—1837 роках вивчав право. Водночас захопився складанням віршів.
З 1837 року став працювати в міському суді Праги. Активно займався науковими розробками у галузі історії. Тому у 1841 році був обраний дійсним членом Королівського чеського наукового товариства. При цьому захопився архівною справою. У 1842 році став членом Чеського товариства актуаріїв. Того ж року одружився. Його дружиною стала Барбора Мечіржова.
У 1848 році брав участь у політичних подіях у Чехії, займаючи помірковану позицію щодо революції. Його було спрямовано до Хорватії задля налагодження співпраці між слов'янами Австрійської імперії. По поверненню до Праги, восени того ж року, його було призначено перекладачем при уряді королівства Богемія.
1850 року став секретарем Чеського музею. У 1851 році його було обрано архіваріусом Праги. Тоді ж став одним із засновників «Правничого журналу». У 1852—1853 і 1863—1864 роках обіймав посаду голови Королівського чеського товариства суспільних наук. У 1859 році вдруге одружився (після смерті першої дружини Барбари). У 1864 увійшов до уряду Праги. Помер у 1870 році.

## Творчість

### Етнографія
Був збирачем казок, легенд, прислів'їв та приказок. Найзначущими працями з цього є «Сто слов'янських народних казок і легенд в оригінальних говірках» (1865 рік), «Вибрані народні казки і легенди від інших слов'янських гілок» (1869 рік). Зібрав близько 500 народних пісень («Богемські народні пісні та вірші»).
У 1868 р. в Празі, Карел Яромир Ербен опублікував етнографічну «Карту слов'янського світу» («Мара Slovanského Světa»). Карта складена на основі власного польового етнографічного матеріалу. Крім того автор використав вже опубліковані карти Павла Шафарика, французького мандрівника Гійома Лежана і М. Ф. Мирковича. Масштаб мапи 1:6 400 000. Українські етнічні території охоплені лише частково. Це, зокрема, Буковина (Чернівці, Хотин), Бессарабія (Одеса), частково Поділля (Бар, Умань). Український етнос у легенді карти позначено як Rusovi. Мапу укладено способом якісного фону та етнічних територій. Крім українців, зображено розселення 9 інших народів. Щодо українсько-молдавського (К. Ербан виділяє тільки румунів) прикордоння, то тут автор допускає багато похибок. Українсько-румунська (молдавська) межа проходить через Хотин, Балту, Чернівці віднесено до румунської етнічної території і т. д...

### Історія
У своїх наукових розвідках поєднував історичну та архівну справу. Спираючись на дослідження давніх руковисів, намагався розкрити події чеського народу в давнину («Вибране з чеської історії, зібране з давніх руських літописів»). Займався аналізом творчості Яна Гуса.

## Твори автора в Інтернеті
- (укр.) «Злотоволоска» Карел Яромир Ербен [Архівовано 8 грудня 2015 у Wayback Machine.] // Літературні казки світу.